# Ozbrojené síly Ománu

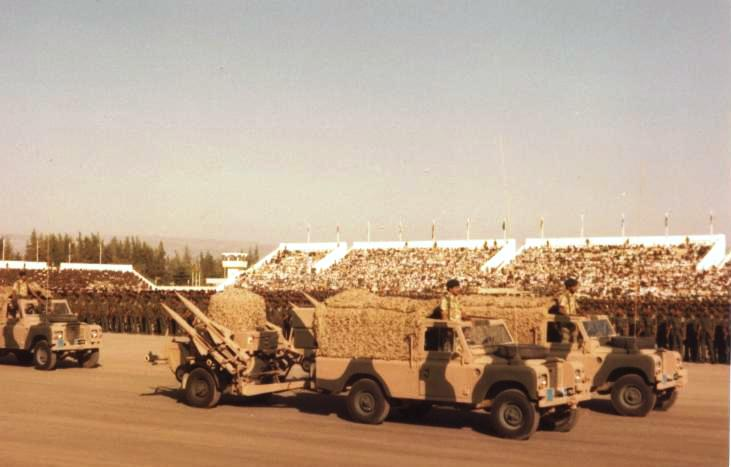
Ománské ozbrojené síly při přehlídce v roce 1981.

Ozbrojené síly Sultána Ománu (anglicky Sultan of Oman's Armed Forces, zkr. SAF) jsou Ománská královská armáda (anglicky Royal Army of Oman), Ománské královské námořnictvo (anglicky Royal Navy of Oman), Ománské královské vzdušné síly (anglicky Royal Air Force of Oman) a ostatní obranné síly Sultanátu Omán. Od svého formálního založení na počátku roku 1950 již dvakrát, s pomocí Velké Británie, zdolaly vzpoury, které ohrožovaly celistvost a sociální strukturu země, a přispěla k nedávnému zformování koalice na ochranu států Perského zálivu.

## Historie
Historie ománského vojska sahá do 7. století n. l. V té době disponoval kmen Azd dostatečnou silou, aby pomohl společníkovi proroka Mohameda Abú Bakrovi. Říká se, že předtím byl kmen Azd, vedený Malekem bin Fahamem, schopen porazit vojska Persie, která v té době Omán kontrolovala.
Během vlády dynastie Jarubidů, v roce 1650, porazila ománská vojska Portugalce a vyhnala je ze svého území. Téže dynastie se zasadila o vystavění mnoha opevnění, chránících zemi od severní části Musandamu k jihu Dafáru. To z Ománu činilo velmoc v oblasti Perského zálivu.
V období vlády pozdější dynastie al-Busaidiů, především za vlády Saída bin Sultána, byl Omán značně velkou říší s velmi mocnou armádou, která dělala z Ománu jednu z mocností Indického oceánu. Po smrti sultána Saída vypukly vnitrostátní konflikty a vše vedlo k proměně mocné říše na poměrně chudou zemi.